# Distribució Nakagami
La distribució Nakagami o la distribució Nakagami-m és una distribució de probabilitat relacionada amb la distribució gamma. La família de distribucions de Nakagami té dos paràmetres: un paràmetre de forma {\displaystyle m\geq 1/2} i un segon paràmetre que controla la propagació {\displaystyle \Omega >0}.

## Caracterització
La seva funció de densitat de probabilitat (pdf) és
{\displaystyle f(x;\,m,\Omega )={\frac {2m^{m}}{\Gamma (m)\Omega ^{m}}}x^{2m-1}\exp \left(-{\frac {m}{\Omega }}x^{2}\right),\forall x\geq 0.}
on {\displaystyle (m\geq 1/2,{\text{ and }}\Omega >0)}
La seva funció de distribució acumulada és
{\displaystyle F(x;\,m,\Omega )=P\left(m,{\frac {m}{\Omega }}x^{2}\right)}
on P és la funció gamma incompleta regularitzada (inferior).

## Generació
La distribució Nakagami està relacionada amb la distribució gamma. En particular, donada una variable aleatòria {\displaystyle Y\,\sim {\textrm {Gamma}}(k,\theta )}, és possible obtenir una variable aleatòria {\displaystyle X\,\sim {\textrm {Nakagami}}(m,\Omega )}, mitjançant la configuració {\displaystyle k=m}, {\displaystyle \theta =\Omega /m}, i prenent l'arrel quadrada de {\displaystyle Y} :
{\displaystyle X={\sqrt {Y}}.\,}
Alternativament, la distribució Nakagami {\displaystyle f(y;\,m,\Omega )} es pot generar a partir de la distribució de chi amb el paràmetre {\displaystyle k} ajustat a {\displaystyle 2m} i després després d'una transformació d'escala de variables aleatòries. És a dir, una variable aleatòria de Nakagami {\displaystyle X} es genera mitjançant una transformació d'escala simple en una variable aleatòria distribuïda per Chi {\displaystyle Y\sim \chi (2m)} com a continuació.
{\displaystyle X={\sqrt {(\Omega /2m)Y}}.}
For a Chi-distribution, the degrees of freedom {\displaystyle 2m} must be an integer, but for Nakagami the {\displaystyle m} can be any real number greater than 1/2. This is the critical difference and accordingly, Nakagami-m is viewed as a generalization of Chi-distribution, similar to a gamma distribution being considered as a generalization of Chi-squared distributions.